# تشارلز جود
تشارلز جود (بالإنجليزية: Charles Judd)‏ هو سياسي أمريكي، ولد في 11 مايو 1900، وتوفي في 16 مارس 1973. نشط حزبياً في الحزب الجمهوري. وقد انتخب عضو جمعية ولاية ويسكونسن.